# Hulk (film)
A Hulk (Hulk) 2003-ban bemutatott amerikai képregényfilm. A történet a Marvel Comics azonos című képregény történetéből készült, a címszereplőt Eric Bana alakítja.

## Cselekménye
Az 1960-as években a hadseregnek dolgozó Dr. David Banner azt kutatja, hogyan lehetne javítani az emberi szervezet ellenálló képességét a vegyi fegyverekkel szemben. Felettese, Thaddeus Ross tábornok kifejezett utasításaival ellentétben az immunrendszer módosítására összpontosít, és saját magán is végez kísérleteket. Bruce nevű fia születése után rájön, hogy genetikai mutációkat örökített rá. Amikor Dr. Banner felettesei rájönnek, hogy tiltásuk ellenére folytatta a kutatásokat, és visszavonják engedélyét, Dr. Banner dührohamában lerombolja laboratóriumát, és megöli feleségét. A kis Bruce-nak szemtanúja kell lennie ennek, és ettől kezdve kizárja az esetet az elméjéből.
David Banner elmegyógyintézetbe kerül, míg fia, Bruce nevelőszülőknél nő fel abban a hitben, hogy mindkét biológiai szülője halott. Bruce a géntechnológia, a nanotechnológia és a sugárfizika szakértőjévé válik. E tevékenysége során volt barátnőjével, Betty Ross-szal, Thaddeus Ross tábornok lányával dolgozik együtt a Berkeley Nukleáris Biotechnológiai Intézetben.
Glenn Talbot őrnagy, aki kilépett a hadseregből, és civil vállalkozóként dolgozik Betty apjának, felkínálja Bettynek, hogy dolgozzon az új projektjén, de Betty ezt visszautasítja.
A laboratóriumi gépek meghibásodása miatt Bruce gamma-sugárzásnak van kitéve. Bruce az incidens következtében jobban érzi magát, mint korábban. A sugárzás azonban aktiválta azokat a génszekvenciákat, amelyeket apja önkísérleteiből hordoz magában.
A férfi, aki nemrég kezdett el dolgozni a laborban gondnokként, apjaként mutatkozik be Bruce előtt; a dühös Bruce elküldi. Hosszú idő elteltével Bettyvel kapcsolatba lép az apja, aki Glenn tájékoztatása nyomán érdeklődik Bruce tevékenységéről.
Miközben Betty telefonon tájékoztatja Bruce-t az apjával folytatott beszélgetésről, Bruce egyre dühösebb lesz, és végül emberfeletti méretű zöld szörnyeteggé, "Hulkká" változik. Miközben Bruce Hulkként pusztít a laboratóriumban, találkozik az apjával, ami gyermekkori emlékeket idéz fel Bruce-ban.
Mivel David Banner veszélynek látja Bettyt, Bruce DNS-ét felhasználva rá uszítja genetikailag módosított kutyáit; Bruce Hulkként megmenti az életét. Újbóli átváltozása után Betty azt gyanítja, hogy átváltozásait elfojtott gyermekkori emlékek váltják ki.
Ross tábornok attól tart, Bruce megismételheti apja tetteit; Betty viszont azzal érvel, hogy Bruce-nak segítségre van szüksége. Betty azzal vádolja Dr. David Bannert, hogy kísérleteivel életfélelmet keltett fiában. Dr. Banner viszont elkeseredett, mert Betty apja miatt elveszítette az állását, és így nem tudott gyógymódot kifejleszteni a fia számára; amikor megpróbálta megölni a fiát a további bajok megelőzése érdekében, véletlenül megölte a feleségét, amikor az a fiát próbálta megvédeni. Bruce-t egy nyíllal elkábítják, és egy sivatagi katonai bázisra szállítják.
Glenn engedélyt kapott Betty apjától, hogy kísérleti céllal biopsziát végezzen Hulkon az átalakulási képességének kihasználása érdekében. A lebegő tartályban pihenő Bruce-nak olyan idegimpulzusokat küld, amelyek visszaváltoztatják őt Hulkká; Glenn nem veszi le a mintát, és amikor egy puskagránáttal próbálja megölni Hulkot, ahogyan azt tervezte, az lepattan róla, és eltalálja magát. A sivatagon keresztül menekülve Hulkot a katonai erők üldözik. Amikor megérkezik San Franciscóba, csak Betty látványa tudja megnyugtatni; visszaváltozik Bruce-szá.
David Banner beszélgetést kért Bettytől a fiával, amit az apja megenged. David Banner korábban gamma-sugárzásnak tette ki magát, és elnyerte azt a képességet, hogy összeolvadjon a környezetével. Elnyeli a beszélgetőplatform melletti villanyvezeték energiáját, és elektromos szörnyeteggé alakul át; Bruce Hulkká válik, és felveszi vele a harcot. Egy villámcsapás a sivatag közepére teleportálja őket, ahol a párbaj folytatódik. David Banner megpróbálja új szupererejét felhasználni, hogy elnyelje fia gammaerejét, de nem gondolt arra, milyen traumatikus emlékeket kell átélnie közben.
Ross tábornok elrendeli egy gammabomba ledobását, ami után mindkettőjüket halottnak nyilvánítják. A következő egy év során Betty-t a hadsereg megfigyelés alatt tartja, mivel nem biztosak abban, hogy megölték-e őt. Bruce az Amazonas dzsungelében dolgozik gyermekorvosként, mígnem egy nap fosztogatók bukkannak fel, és zaklatják a szegényeket. Bruce azt mondja a gyanútlan embereknek: "Ne dühítsetek fel. Nem fog tetszeni, ha dühös leszek".

## Szereplők
| Színész                | Szerep                      | Magyar hang          | Leírás |
| ---------------------- | --------------------------- | -------------------- | --- |
| Eric Bana              | Bruce Banner / Hulk         | Fesztbaum Béla       | Gamma-sugárzás kutatója. Miután megemelkedett gamma-sugárzásnak van kitéve, hatalmas zöld humanoid szörnyeteggé változik, amikor feldühödik vagy izgatottá válik, és képes nagyobbra nőni és erősebbé válni, amikor feldühödik Hulk-alakjában. |
| Mike Erwin (fiatalon)  | Bruce Banner / Hulk         | Simonyi Balázs       | Gamma-sugárzás kutatója. Miután megemelkedett gamma-sugárzásnak van kitéve, hatalmas zöld humanoid szörnyeteggé változik, amikor feldühödik vagy izgatottá válik, és képes nagyobbra nőni és erősebbé válni, amikor feldühödik Hulk-alakjában. |
| Jennifer Connelly      | Betty Ross                  | Gubás Gabi           | Bruce volt barátnője és kollégája, Ross tábornok elhidegült lánya, és valószínűleg az egyetlen, aki képes Hulkot Bruce-szá változtatni. |
| Sam Elliott            | Thaddeus "Thunderbolt" Ross | Szélyes Imre         | Négycsillagos tábornok és Betty elhidegült apja. Ő volt a felelős azért, hogy David Bannert eltiltotta a laboratóriumi munkától, miután megtudta, hogy veszélyes kísérleteket végez.                                                           |
| Todd Tesen (fiatalon)  | Thaddeus "Thunderbolt" Ross | Barabás Kiss Zoltán  | Négycsillagos tábornok és Betty elhidegült apja. Ő volt a felelős azért, hogy David Bannert eltiltotta a laboratóriumi munkától, miután megtudta, hogy veszélyes kísérleteket végez.                                                           |
| Josh Lucas             | Glenn Talbot                | Juhász György        | Kegyetlen és arrogáns volt katona, akinek viszonya van Bettyvel. Felajánlja Bruce-nak és Bettynek, hogy dolgozzanak neki az Atheon nevű kutatócégnél, és készítsenek öngyógyító szuperkatonákat.                                               |
| Nick Nolte             | David Banner                | Reviczky Gábor       | Bruce mentálisan instabil biológiai apja, aki egyben genetikai kutató is. Több évet töltött börtönben, mert gammareaktor-robbanást okozott, és véletlenül megölte a feleségét, Edithet.                                                        |
| Paul Kersey (fiatalon) | David Banner                | Csík Csaba Krisztián | Bruce mentálisan instabil biológiai apja, aki egyben genetikai kutató is. Több évet töltött börtönben, mert gammareaktor-robbanást okozott, és véletlenül megölte a feleségét, Edithet.                                                        |
| Celia Weston           | Mrs. Krenzler               | Spilák Klára         | Bruce nevelőanyja, aki Edith halála és David bebörtönzése után gondoskodott róla. |
| Kevin Rankin           | Harper                      | Seder Gábor          | Bruce kollégája, akit megmentett a gammasugárzástól. |
| Stan Lee               | Biztonsági őr (cameoszerep) | Dobránszky Zoltán    | Biztonsági őr |

## Fogadtatás
A kritikusoktól vegyes vélemények kerültek ki. A Rotten Tomatoes filmkritikákat gyűjtő weboldalon 62%-ra értékelték a filmet, a Metacritic 54 pontot adott.

## Filmzene
A film zenéjét Danny Elfman szerezte és 2003. június 17-én adták ki a Decca Records gondozásában.
| #   | Cím                                                   | Hossz |
| --- | ----------------------------------------------------- | ----- |
| 1.  | Main Titles                                           | 4:36  |
| 2.  | Prologue                                              | 4:38  |
| 3.  | Betty's Dream                                         | 2:14  |
| 4.  | Bruce's Memories                                      | 2:45  |
| 5.  | Captured                                              | 3:41  |
| 6.  | Dad's Visit                                           | 2:15  |
| 7.  | Hulk Out!                                             | 4:00  |
| 8.  | Father Knows Best                                     | 3:34  |
| 9.  | ...Making Me Angry                                    | 4:02  |
| 10. | Gentle Giant                                          | 1:02  |
| 11. | Hounds of Hell                                        | 3:47  |
| 12. | The Truth Revealed                                    | 4:19  |
| 13. | Hulk's Freedom                                        | 2:36  |
| 14. | A Man Again                                           | 7:48  |
| 15. | The Lake Battle                                       | 4:32  |
| 16. | The Aftermath                                         | 0:52  |
| 17. | The Phone Call                                        | 1:34  |
| 18. | End Credit                                            | 1:13  |
| 19. | Set Me Free (előadja a Velvet Revolver nevű együttes) | 4:09  |